# خورشیدگرفتگی ۳۰ ژوئن ۱۹۵۴
خورشیدگرفتگی ۳۰ ژوئن ۱۹۵۴ (به انگلیسی: Solar eclipse of June 30, 1954) یک خورشیدگرفتگی از نوع خورشیدگرفتگی کامل است. این خورشیدگرفتگی در تاریخ ۳۰ ژوئن ۱۹۵۴ میلادی (‎۹ تیر ۱۳۳۳ خورشیدی) روی داد که زمان اوج آن، ساعت ۱۲:۳۲:۳۸ به‌وقت ساعت هماهنگ جهانی بوده‌است. مدت زمان و طول این خورشیدگرفتگی ۲ دقیقه و ۳۵ ثانیه بود.
در ساعت ۱۶ و ۲۷ دقیقه ۹ تیر ۱۳۳۳ این کسوف به ایران رسید و در تپه کفشگیری در گرگان که دانشمندان ایرانی و آمریکایی برای عکسبرداری گرد آمده بودند به دلیل ابر غلیظ امکان تصویر برداری میسر نشد.